# Cubocephalus mirabilis
Cubocephalus mirabilis là một loài tò vò trong họ Ichneumonidae.